# Labanoras
Labanoras [ɫaba'noːras] este un mic oraș din cadrul Parcului Regional Labanoras din Lituania lângă drumul național KK114 Moletai - Kaltanėnai - Ignalina. Este situat lângă Lacul Labanoras și este înconjurat de Parcul Regional Labanoras, cel mai mare parc regional din Lituania. Ca centru al Parcului Labanoras, orașul atrage numeroși turiști. Un hotel și un restaurant au fost deschise într-o fostă clădire școlară în 2003. Conform recensământului lituanian din 2011, orașul avea 59 de locuitori.

## Istorie
Numele alternative ale orașului sunt Labanary, Labanoro, Łabonary (poloneză) și Labanore (idiș).
Localitatea este cunoscută din 1373. În 1386, Marele Duce Vladislav al II-lea Jogaila a dat orașul Labanoras și alte așezări eparhiei nou-înființate a Vilniusului.  În 1965, în apropierea cimitirului orașului, s-a găsit o comoară care era formată din circa 470 de monede, printre care se aflau groși din Praga bătuți de Carol al IV-lea al Sfântului Imperiu Roman (1316-1378) și de Vaclav al IV-lea (1361-1419), precum și monede timpurii ale Marelui Ducat al Lituaniei  bătute de către Vitold (1350-1430) și Cazimir al IV-lea al Poloniei (1427-1492). Se crede că această comoară a fost îngropată în anii 1470. Prima biserică a fost menționată în 1522, prima fermă palivarkas în 1539, primul conac în 1568 și prima școală parohială în 1781. Orașul avea 196 de locuitori în 1866, 443 de locuitori în 1923, 264 de locuitori în 1959 și 186 de locuitori în 1979.
În timpul celui de-al doilea război mondial, în vara anului 1941, un grup paramilitar SS Einsatzgruppen și colaboratori lituanieni au ucis populația evreiască a orașului în execuții în masă.
La 12 ianuarie 2011, Președintele Republicii Lituania Dalia Grybauskaitė prin Decretul nr. 1K-585 a confirmat stema orașului Labanor. Pe stemă se află un mistreț negru cu colți pe două picioare cu un cimpoi roșu.
În centrul de vizitare al parcului regional există o expoziție care prezintă valorile naturale și culturale ale pădurii Labanoras.

## Biserica din Labanoras

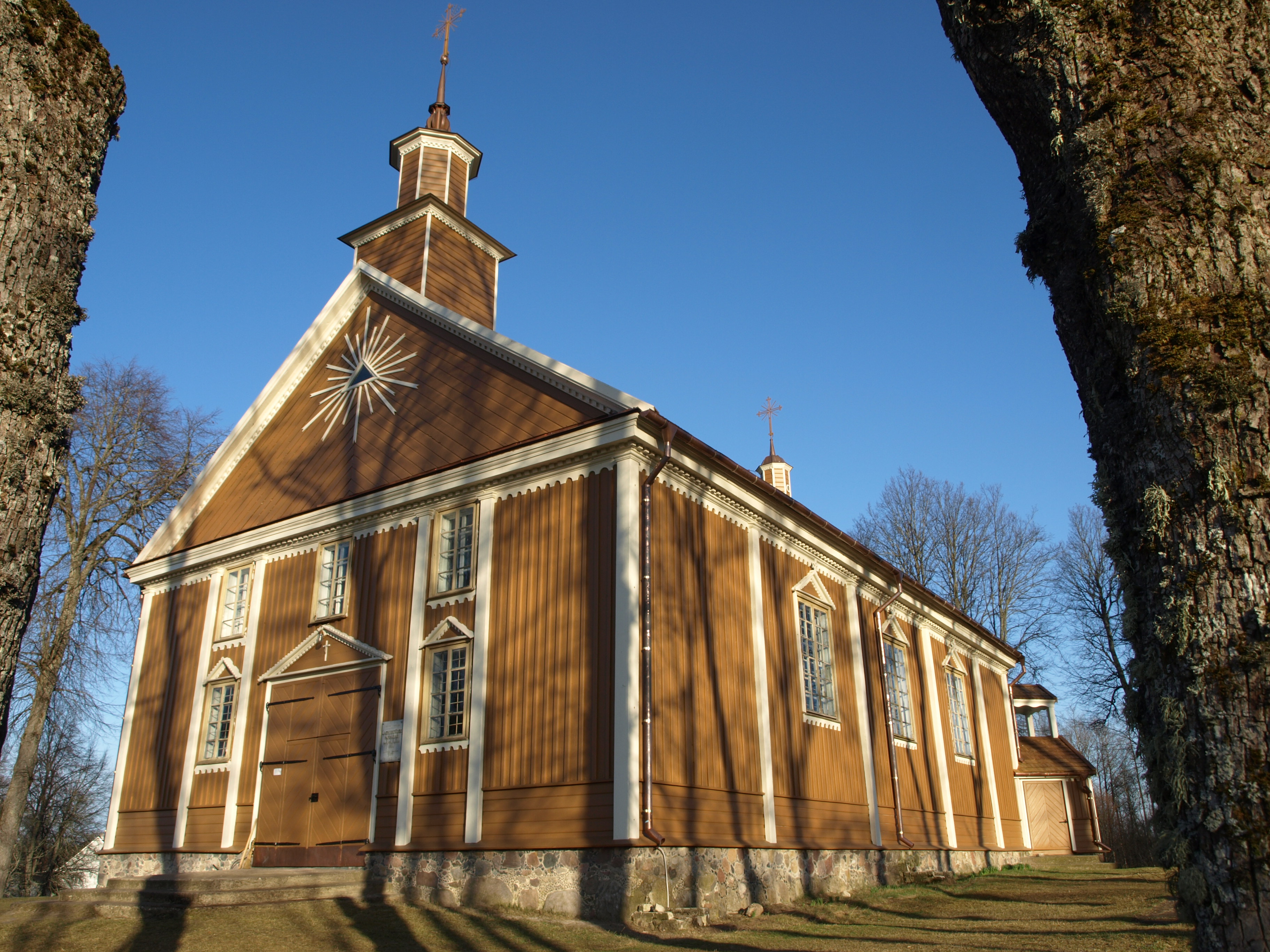
Biserica din Labanoras

O pictură miraculoasă a Maicii Domnului a fost menționată pentru prima oară în timpul unei vizite canonice în 1655. O biserică catolică din lemn a fost construită  în Labanoras în 1820, dar a ars în decembrie 2009. Până în luna ianuarie 2011, niciun raport oficial al anchetei nu a fost prezentat publicului. În mod neoficial, posibilitatea unui incendiu accidental din cauza instalației electrice defectuoase a fost exclusă, lăsând posibilitatea ca incendierea să fi fost principala cauză. Se crede că din biserica au fost jefuite peste 30 de tablouri valoroase (15 dintre acestea erau monumente de artă protejate de stat) și apoi s-a dat foc bisericii pentru a acoperi urmele spargerii. În timpul curățirii urmelor incendiului, au fost găsite 1.017 de monede (pfennigi germani, copeici rusești, litas lituaniene) sub altarul ars. Reconstrucția bisericii a fost finanțată de guvern și din donații private. Alături de biserică este clopotnița din secolul al XIX-lea, care găzduiește un mic muzeu al bisericii.